# Rivales sur glace
 (janvier 2017).
Si vous disposez d'ouvrages ou d'articles de référence ou si vous connaissez des sites web de qualité traitant du thème abordé ici, merci de compléter l'article en donnant les références utiles à sa vérifiabilité et en les liant à la section « Notes et références ».

Rivales sur la glace (Ice Girls) est un téléfilm canadien réalisé par Damian Lee, diffusé en 2016.

## Synopsis
Alors que Mattie (Michaela Du Toit), passionnée de patinage artistique, voit son rêve d’obtenir une bourse s’envoler après qu’elle s’est blessée, sa mère Kelly se retrouve brusquement au chômage. Toute la famille doit alors retourner chez la sœur de Kelly (Lara Danns). Mattie fera la connaissance de Mercury (Elvis Stojko), le responsable de la patinoire locale qui coache Heather Lear (Taylor Hunsley), fille de Rose, une ancienne rivale sur la glace de Kelly lorsqu’elles étaient adolescentes. Épaté par le talent de Mattie, il l’encourage à s’entraîner pour les championnats régionaux,.

## Fiche technique
- Titre original : Ice Girls
- Réalisation : Damian Lee
- Scénario : Lara Daans
- Photographie : Andreas Evdemon
- Musique : Sean Nimmons-Paterson
- Durée : 85 minutes

## Distribution
- Michaela Du Toit (VF : Mélissa Windal) : Mattie Dane
- Taylor Hunsley : Heather Lear
- Lara Daans (VF : Anne Rondeleux): Kelly Dane
- Natasha Henstridge (VF : Rafaèle Moutier) : Rose Lear
- Elvis Stojko (VF : Simon Duprez) : Mercury
- Arcadia Kendal : Emma Dane
- Sandy Jobin-Bevans (VF : Nicolas Matthys) : Louis
- Shane Harte : Darcy
- Murray Furrow : Jerry
- Brenna Coates : Pat